# Yoshino Akira
Yoshino Akira (吉野 彰), sinh 30 tháng 1 năm 1948, là một Nhà hóa học người Nhật. Ông là thành viên của Tập đoàn Asahi Kasei và giáo sư của Đại học Meijo. Ông là người phát minh ra pin lithium-ion (LIB) thường được sử dụng trong điện thoại di động và máy tính xách tay. Ông đã được trao Giải Nobel Hóa học năm 2019 cùng với John B. Goodenough và M. Stanley Whittingham

## Tuổi thơ và giáo dục ban đầu
Yoshino được sinh ra ở Suita vào ngày 30 tháng 1 năm 1948 . Ông có bằng Cử nhân (1970) và bằng Thạc sĩ Kỹ thuật (năm 1972) tại Đại học Kyoto và lấy bằng Tiến sĩ Kỹ thuật tại Đại học Osaka (Luận án Tiến sĩ).

## Sự nghiệp
- Năm 1972: Phòng thí nghiệm Kawasaki, Tập đoàn Asahi Kasei / phát triển pin Li-ion, v.v.
- 1992: Quản lý, Nhóm phát triển sản phẩm, Phòng xúc tiến kinh doanh pin ion, Asahi Kasei Corp.
- 1994: Quản lý, Phát triển Kỹ thuật, A & T Battery Corp. (Nhà sản xuất LIB. Công ty liên doanh của Asahi Kasei và Toshiba))
- 2003 Hiện tại: Fellow, Asahi Kasei Corp / nghiên cứu các chủ đề thế hệ tiếp theo
- 2005 Hiện tại: Tổng giám đốc, Phòng thí nghiệm Yoshino, Tập đoàn Asahi Kasei / nghiên cứu pin tiên tiến

## Phát minh ra pin thứ cấp lithi-ion
Năm 1981 Akira Yoshino bắt đầu nghiên cứu về pin sạc bằng polyacetylene. Polyacetylene là polymer điện dẫn được phát hiện bởi Hideki Shirakawa, người sau này (năm 2000) sẽ được trao Giải Nobel về hóa học vì phát hiện này.
Năm 1983 Yoshino chế tạo một pin nguyên mẫu có thể sạc sử dụng lithium cobalt oxit (LiCoO2 (phát minh vào năm 1979 bởi Godshall et al. tại Đại học Stanford, và John Goodenough và Koichi Mizushima tại Đại học Oxford) như cathode và polyacetylene làm cực dương. Nguyên mẫu này, trong đó vật liệu cực dương không chứa lithi và các ion lithi di chuyển từ cực âm LiCoO2 vào cực dương trong quá trình sạc, là tiền thân trực tiếp của pin lithi-ion hiện đại (LIB).